# Parvoraphidia aluada
Parvoraphidia aluada är en halssländeart som först beskrevs av H. Aspöck och U. Aspöck 1975.  Parvoraphidia aluada ingår i släktet Parvoraphidia och familjen ormhalssländor. Inga underarter finns listade i Catalogue of Life.